# 巴蘭斯峰
巴蘭斯峰（英語：Ballance Peak）是南極洲的山峰，位於奧次地，處於阿倫山南端，由新西蘭研究隊勘察，以該隊地質學家命名，現時由南極條約體系管理。